# Rogues
Rogues är en kommun i departementet Gard i regionen Occitanien i södra Frankrike. Kommunen ligger i kantonen Le Vigan som tillhör arrondissementet Le Vigan. År 2022 hade Rogues 91 invånare.

## Befolkningsutveckling
Antalet invånare i kommunen Rogues
Referens:INSEE